# La Courtisane (film, 1998)
Pour les articles homonymes, voir La Courtisane.
Pour plus de détails, voir Fiche technique et Distribution.
La Courtisane (Dangerous Beauty) est un film américain réalisé par Marshall Herskovitz en 1998, qui retrace la vie d'une courtisane célèbre de l'histoire de Venise, Veronica Franco.

## Synopsis
Veronica Franco est amoureuse d'un jeune noble de Venise, mais ne pourra pas l'épouser, car elle n'a ni le rang ni la fortune pour cela. Une seule solution, lui susurre sa mère, devenir une courtisane, place plus ou moins reconnue à Venise, qui lui permettra même de jouer un rôle décisif dans la conclusion d'un traité avec un jeune roi de France, Henri III. Mais un inquisiteur instruit contre elle un procès de sorcellerie : comment une femme pourrait-elle subjuguer tant d'hommes sinon par des charmes qui n'auraient rien de charnels.

## Fiche technique
- Titre original : Dangerous Beauty
- Scénario : Jeannine Dominy d'après le livre de Margaret Rosenthal : The Honest Courtisan.
- Musique : George Fenton
- Photographie : Bojan Bazelli
- Production : Sarah Caplan, Marshall Herskovitz, Debra Lovatelli, Paolo Lucidi, Arnon Milchan, Michael G. Nathanson, Stephen Randall, Edward Zwick, Inigo Lezzi pour Bedford Falls Productions & New Regency Pictures.
- Durée : 111 minutes
- Couleur : Technicolor
- Son : Dolby Digital
- Pays de production :  États-Unis
- Date de sortie : 
  - États-Unis : 20 février 1998
  - France : 9 juin 1999

## Distribution
- Catherine McCormack (VF : Rafaèle Moutier) : Veronica Franco
- Rufus Sewell (VF : Bernard Gabay) : Marco Venier
- Oliver Platt (VF : Daniel Lafourcade) : Maffio Venier
- Fred Ward : Domenico Venier
- Naomi Watts (VF : Marie-Laure Dougnac) : Giulia De Lezze
- Moira Kelly : Beatrice Venier
- Jacqueline Bisset : Paola Franco
- Jeroen Krabbé : Pietro Venier
- Joanna Cassidy : Laura Venier
- Melina Kanakaredes : Livia
- Daniel Lapaine : Serafino Franco
- Justine Miceli : Elena Franco
- Jake Weber : roi de France Henri
- Simon Dutton : Ministre Ramberti
- Grant Russell : Francesco Martenengo
- Peter Eyre : le Doge
- Carla Cassola : Caterina
- Gianni Musy : Joseph
- Michael Culkin : évêque De la Torre